# Banafjäl
Banafjäl is een plaats in de gemeente Örnsköldsvik in het landschap Ångermanland en de provincie Västernorrlands län in Zweden. De plaats heeft 86 inwoners (2005) en een oppervlakte van 30 hectare. De plaats ligt ongeveer één kilometer van de Botnische Golf. Vlak langs de plaats loopt de rivier de Banafjälsån.